# Sergej Stanisjev
Sergej Stanisjev (bulgariska: Сергей Станишев), född 5 maj 1966, är en bulgarisk politiker och partiledare för Europeiska socialdemokratiska partiet (PES). Han har tidigare varit ordförande för Bulgariska socialistpartiet (BSP) och premiärminister. 
Efter en lång period av dödläge på grund av det oklara resultatet i parlamentsvalet i juli 2005 blev Stanisjev premiärminister som ledare för en trepartikoalition med Nationella rörelsen Simeon II och Rörelsen för rättigheter och friheter den 15 augusti 2005. Efter valet 2009, som vanns av Bojko Borisovs borgerliga alternativ, avgick Stanisjev som premiärminister.